# Битва при Коттонвуде
Битва при Коттонвуде (англ. Battle of Cottonwood) — серия сражений произошедших в районе Коттонвуда, на территории современного американского штата Айдахо 3—5 июля 1877 года между армией США и индейским племенем не-персе в ходе так называемой «войны не-персе». Не-персе уничтожили разведывательный отряд правительственных войск, не допустили подход подкрепления и прорвали оборону американцев. После чего организованно отступили с поля боя и продолжили движение в сторону Канады. Большую роль в этом сражении сыграло использование индейцами снайперских винтовок, высокий уровень индивидуальной стрелковой подготовки и знание местности.

## Предыстория
После сражения при Клируотер вожди не-персе решили совершить длинный марш, чтобы уйти от солдат генерала Оливера Ховарда. Одержав 17 июня победу в Каньоне Белой Птицы не-персе переправились через реку Салмон, спасаясь от генерала О. О. Ховарда, который преследовал их с отрядом из 400 солдат. Не-персе насчитывало около 600 человек, из которых 150 были воинами. С ними было более 2000 голов скота, в основном лошаде0й. С оружием и боеприпасами, захваченными индейцами в каньоне Белой Птицы, они были довольно хорошо вооружены.
Ховард с трудом переправился через реку, чтобы сразится там с индейцами, но не-персе снова пересекли Салмон, а американские солдаты на несколько дней застряли на противоположном берегу реки. Ховард отправил курьера к капитану Уипплу, приказал направить его отряд в Коттонвуд-Хаус чтобы занять там оборонительную позицию и перехватить не-персе, в случае если индейцы решат пройти там.
Расположенный на дороге из Льюистона к Маунт-Айдахо, недалеко от современного Коттонвуда, Коттонвуд-Хаус (также известный как ранчо Нортона), был строением, которое служило одновременно и ранчо и гостиницей. Ещё 14 июня хозяин ранчо Бенджамин Б. Нортон и его семья были убиты индейцами.
1 июля капитан Уиппл получил инструкции генерала Ховарда и на следующее утро отправился в Коттонвуд-Хаус с двумя ротами кавалерии и двумя орудиями Гатлинга. Группа индейцев идущая на соединение с основной группой не-персе вождя Зеркало направлялась на восток около Клируотера. Поэтому, они должны были пересечь Камас-Прери и проехать около Коттонвуд-Хауса куда был направлен отряд капитана Уиппла.

## Сражение

Карта сражения

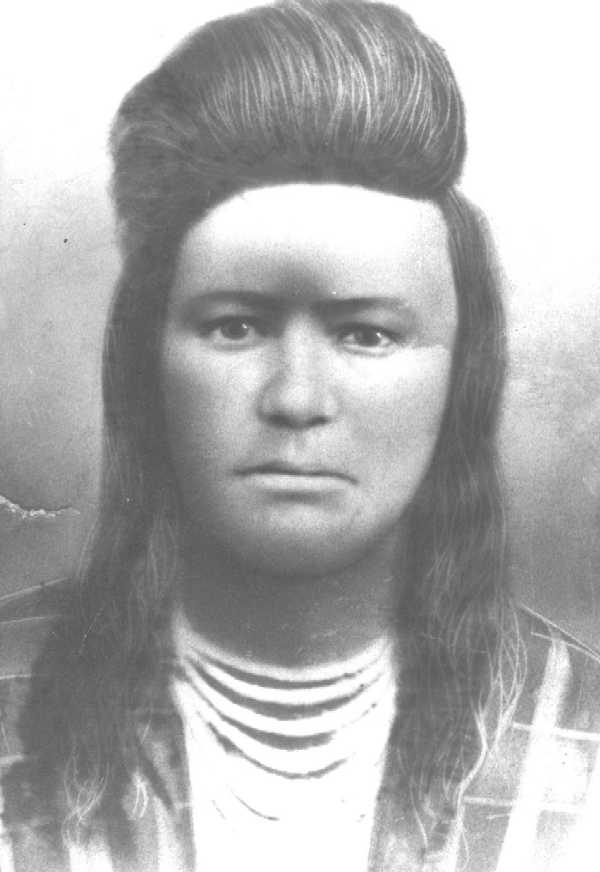
Оллокот, который руководил большинством воинов в этой битве.

После повторного пересечения Соломона и оставления Ховарда позади, не-персе направились на восток через прерии Камас, приняв решение бежать в горы Биттеррут. На их пути на ранчо Нортона (будущий Коттонвуд) занял позиции капитан Стивен Уиппл с 65 солдатами и несколькими гражданскими добровольцами. 3 июля двое гражданских разведчиков Уиппла наткнулись на табун лошадей не-персе. Индейцам удалось убить одного разведчика, но другой сбежал и сообщил, что не-персе были поблизости. Уиппл отправил лейтенанта Севьера Рейнса с десятью солдатами и двумя гражданскими для рекогносцировки. Индейцы устроили засаду на отряд Рейнса и убили их всех.
Уиппл со своими оставшимися солдатами окопался вокруг ранчо Нортона. 4 июля прибыл капитан Дэвид Перри с двадцатью солдатами и шестью гражданскими добровольцами. Перри, который двумя неделями ранее руководил войсками в сражении в каньоне Белой Птицы, принял командование солдатами и добровольцами, которых теперь насчитывалось около 85 человек. Индейцы приблизились и началась перестрелка. Американские солдаты были вынуждены оставаться в окопах из-за того, что не-персе стреляли по ним из снайперских винтовок на дальней дистанции.
На следующий день, 5 июля, индейцы предприняли обход позиций окопавшихся солдат. Они выделили четырнадцать опытных воинов, чтобы те обстреливали позиции правительственных войск и не давали военным выйти из окопов от, пока остальная группа не-персе и их домашний скот пройдут мимо. Солдаты которые находились под снайперским огнём не могли препятствовать их проходу. В это время возле Коттонвуд-Хауса появилась группа из семнадцати гражданских добровольцев. Они попытались прорваться к основной группе солдат, но им пришлось занять оборонительную позицию на вершине холма примерно в 1 и 1,5 мили (2,4 км) к западу от Коттонвуд-Хауса. Трое добровольцев были убиты, двое ранены. Хотя капитан Перри видел из своих укреплений уязвимое положение добровольцев, он отказывался посылать помощь, пока индейцы не отступили.
Вечером на помощь Перри прибыли пятьдесят гражданских добровольцев, но не-персе уже ушли.

## Потери
Потери в боях составили одиннадцать солдат и шесть гражданских добровольцев убитыми и несколько ранеными. Не-персе потеряли одного убитого и одного раненого.

## Последствия

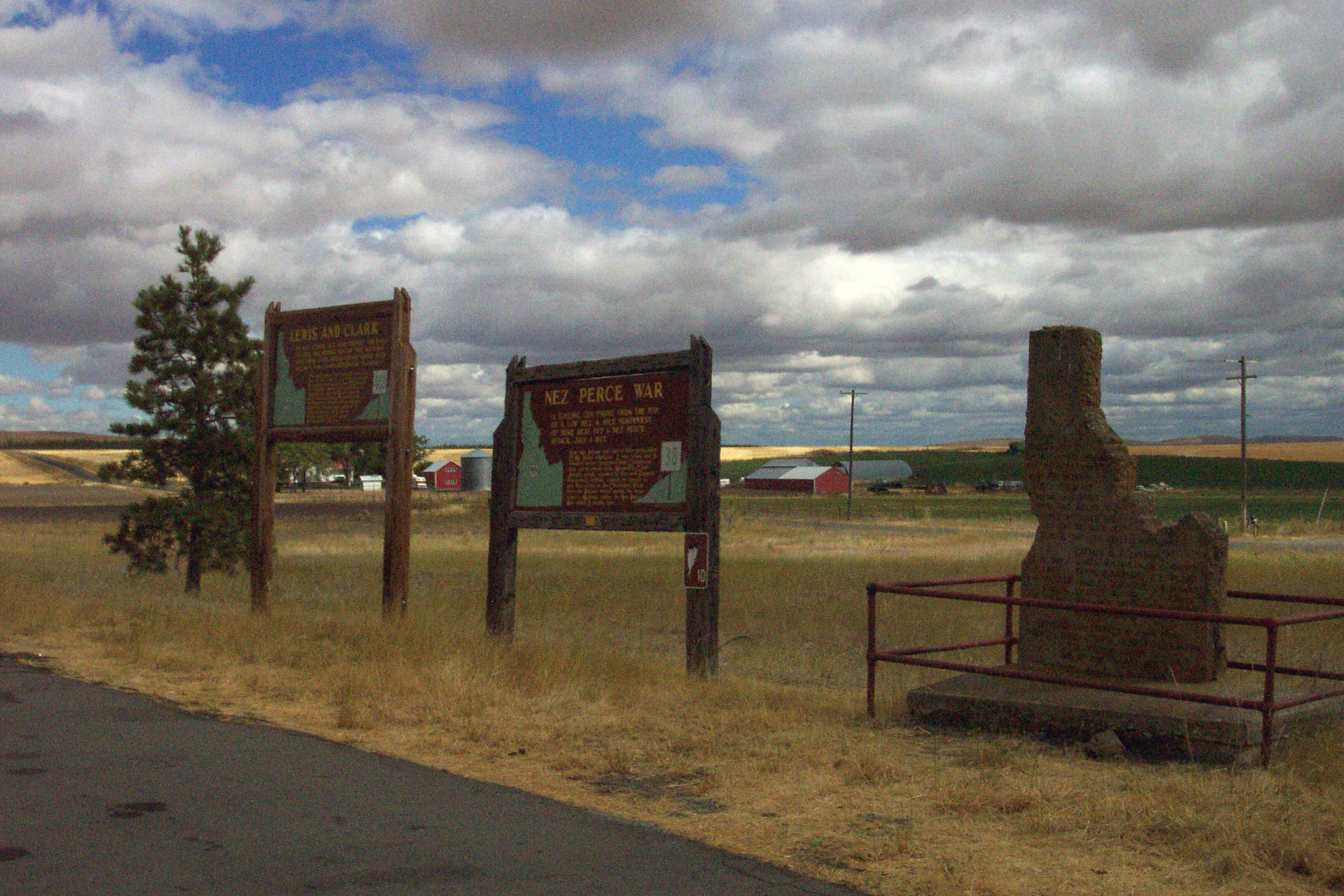
Мемориальные знаки и памятник в честь погибших солдат и добровольцев на шоссе 95 США

Капитана Перри подвергся критике со стороны местных властей из-за того, что он медлил в оказании помощи гражданским добровольцам. Он был вынужден обратиться в суд, который постановил, что его задержка не была «чрезмерной при данных обстоятельствах». Погибшие в этом бою солдаты и гражданские добровольцы заняли место в истории Айдахо как «Отважные семнадцать».
Нез-персе беспрепятственно продолжили свой путь на восток пройдя ещё 25 миль (40 км), а затем остановились, чтобы отдохнуть у реки Клируотер. Группа Зеркала и других не-персе присоединилась к основной группе и довела их численность до 800 человек, в том числе около 200 бойцов. Несколько дней спустя генерал Ховард и отряд из более чем 500 человек догнали нез-персе, и последовала битва при Клируотер.
Десять бойцев рот E и L 1-го кавалерийского полка, погибших в этом бою, похоронены на кладбище Форт-Уолла-Уолла.